# Jo Fedeli
Jo Fedeli, pseudonimo di Fedele Ladisa (Bari, 13 ottobre 1937), è un cantante italiano.

## Biografia
Inizia l'attività di cantante alla metà degli anni '50, formando alcuni complessi di rock and roll con cui si esibisce in tutta la Puglia; entra poi ne i Cinque del Sud e nell'orchestra di Gianni Desidery.
Nel 1959 entra come cantante nell'orchestra di Luciano Fineschi e si trasferisce a Milano; nel 1961 partecipa, con il nome d'arte Joe Fedeli al 1º Festival del Rock And Roll.
Nel 1962 vince il primo Festival di Carrara, ed ottiene un contratto discografico con la CGD, per cui incide i primi 45 giri con canzoni twist.
Per la Nuova Enigmistica Tascabile incide alcune cover di successi del periodo, tra cui Se mi vuoi lasciare di Michele.
Passa poi alla Polydor e partecipa ad Un disco per l'estate 1964: la canzone che presenta, Sei come una lucertola (scritta da Bruno Pallesi per il testo e da Renato De Carli per la musica), si qualifica per la fase finale, non vince, ma diventa ugualmente uno dei tormentoni estivi di quell'anno (oltre che la canzone più celebre di Fedeli).
Nello stesso anno partecipa al festival di Zurigo con Un souvenir.
Passa poi alla Italdisc, l'etichetta di David Matalon, e partecipa con È andata così al Cantagiro 1965 con il suo gruppo, I Corsari (con Santino Martoscia al basso).
Negli ultimi anni del decennio incide per la Bentler con meno successo, esibendosi con un nuovo complesso, i Jenni's Group; l'ultimo brano che ottiene un certo riscontro è Somigli a una bambola, dopodiché Fedeli continua l'attività a livello locale.

## Filmografia
- Canzoni di ieri, canzoni di oggi, canzoni di domani, regia di Domenico Paolella (1962)
- Canzoni in bikini, regia di Giuseppe Vari (1963)
- Oltraggio al pudore, regia di Silvio Amadio (1964)

## Discografia parziale

### 45 giri
- 1961: Non devi piangere più/No tengo dinero (CGD, N 9288)
- 1961: Ti tingo/Di-di-dimmelo (CGD, N 9300)
- 1961: The Twist/Twistin' The Twist (CGD, N 9326)
- 1962: Twist Can Can/Ciao, ciao twist (CGD, N 9360)
- 1962: Ferma questa notte/Sabato sera (CGD, N 9363)
- 1962: Liz Twist/Twist For Two (CGD, N 9386)
- 1963: So fingere/E' bello (CGD, N 9420)
- 1963: Se mi vuoi lasciare/Non Monsieur (Nuova Enigmistica Tascabile, NET 472, con il complesso di Mario Mellier; il lato B è interpretato dal Trio Kaly)
- 1964: Io non ti credo più/Hai preferito l'altro (Polydor, NH 54 778)
- 1964: Sei come una lucertola/T'ho conosciuta l'anno scorso (Polydor, NH 54 781)
- 1964: Ma che ne sanno/Non ti telefono più (Polydor, NH 54 812), dal film Oltraggio al pudore (film)
- 1964: Un souvenir/Gioco d'azzardo (Polydor, NH 54 813)
- 1965: Una palla di gomma/È andata così (Italdisc, JF 163; con I Corsari)
- 1966: Lo stesso giorno, la stessa ora/Per dirti ciao (Italdisc, JF 172)
- 1966: Qui mai più/Tanti anni fa (Polydor, NH 54 837)
- 1968: Somigli a una bambola/Goodbye baby goodbye (Bentler, BE/NP 5033; con Jenny's Group)
- 1969: Lady Cartwright/Un santone indiano (Fontana Records, TF 268 017; con Jenni's Group)
- 1970: Amico/Nancy (Fontana Records, 6026 001; con Jenny's Group)